# ویلیس بوشی
ویلیس بوشِی (انگلیسی: Willis Bouchey; ۲۴ مهٔ ۱۹۰۷ – ۲۶ اوت ۱۹۷۷) یک هنرپیشه اهل ایالات متحده آمریکا بود. وی بین سال‌های ۱۹۵۱ تا ۱۹۷۲ میلادی فعالیت می‌کرد.
از فیلم‌ها یا برنامه‌های تلویزیونی که وی در آن نقش داشته‌است می‌توان به چگونه غرب تسخیر شد، از اینجا تا ابدیت، مردی که لیبرتی والانس را کشت، تلاش واپسین، سادنلی، پائیز قبیله شاین، تعقیب بزرگ، نشان عقاب، مقامات اجرایی، یه عالمه معجزه، ستاره‌ای متولد شده‌است، حد مکانی، آمریکا و سواره‌نظام اشاره کرد.